# M2中戦車
M2中戦車（M2ちゅうせんしゃ、M2 Medium Tank）はアメリカ陸軍の歩兵部隊用戦車で、アメリカ陸軍初の量産された制式中戦車である。フランス戦などの戦訓によりこの戦車が時代遅れであることがすぐに明らかになり、主に訓練用として用いられた。 M2が18輌、これを改良したM2A1が94輌、生産された。
本車の設計思想は、善悪両面で、その後に開発されるM3中戦車、M4中戦車やその他のアメリカ陸軍装甲戦闘車両設計の教訓となった。

## 開発

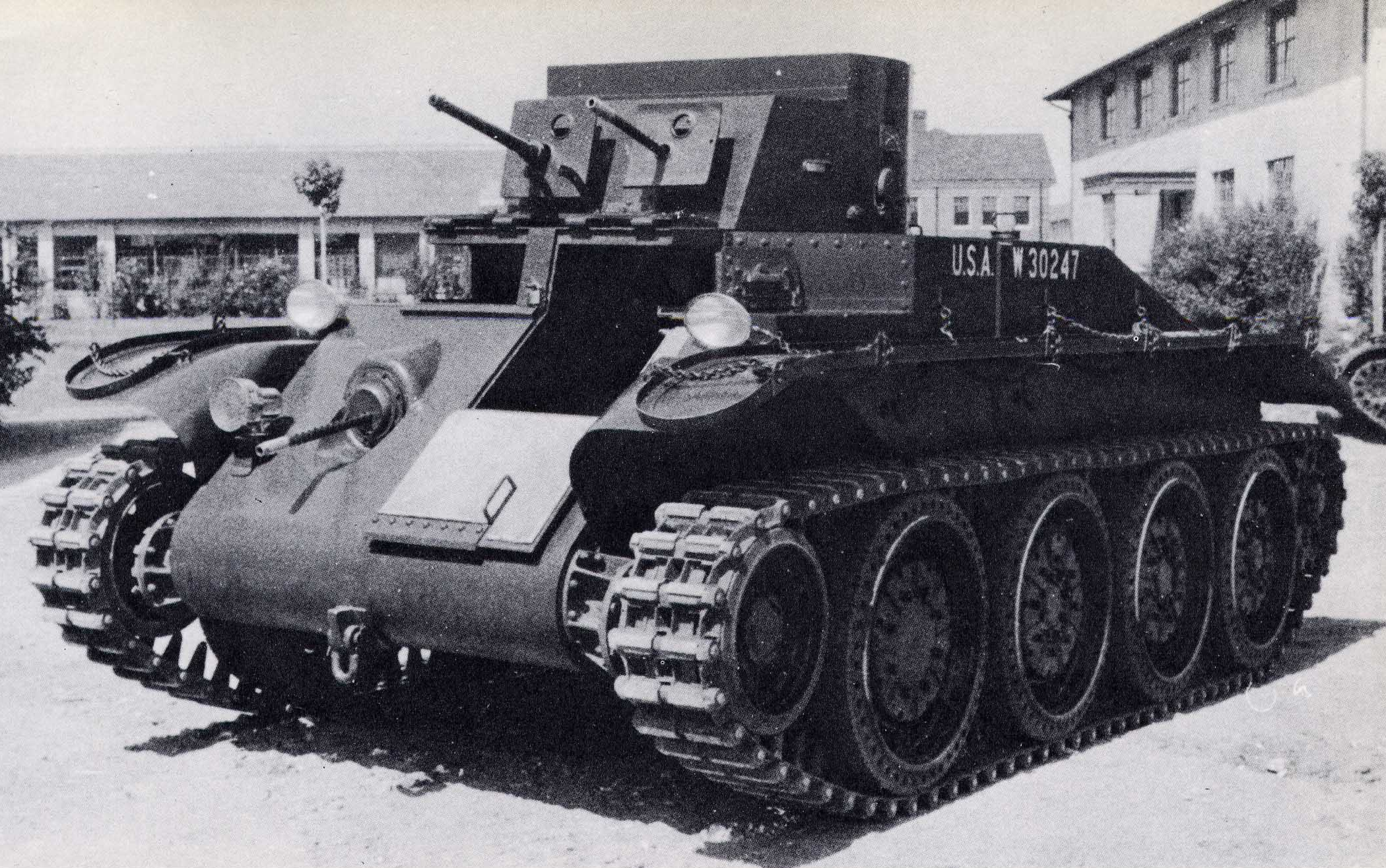
T4中戦車（M1 コンバーチブル中戦車）

第一次世界大戦と第二次世界大戦の戦間期におけるアメリカ陸軍の中戦車の開発は低調であり、1920年代にT1中戦車（M1中戦車）、T2中戦車そしてジョン・W・クリスティー技師の独自開発による装輪装軌両用戦車などが試作されたが、制式化には至らなかった。
1930年代には兵器局主導により、クリスティー式サスペンションを初めて導入したクリスティー M1928の改良型であるクリスティー M1940（ソ連に輸出され、BTの原型となった）の改良型であるクリスティー M1931を採用したT3中戦車と、ロック・アイランド造兵廠が製作したT4中戦車が開発されたが、いずれも少数生産に留まっている。
T4中戦車はM2A1軽戦車と比較して、車輪を使用しても機動性が低く、武装にさしたる違いが無いのに、費用は2倍であった。T4中戦車の失敗により、新型戦車の開発が必要とされた。
当時、新型戦車の開発をめぐって、駆動方式では、純装軌式と装輪装軌両用式（コンバーチブルドライブ）の対立があり、それに加えて、兵装配置では、旋回砲塔方式と砲郭（周囲を複数の機関銃でハリネズミのように武装した固定戦闘室）方式の対立があった。
1934年4月、フォート・ベニングの実験局で働いていた、歩兵大尉のジョージ・H・ラリーは、これらの要素を全て取り入れた、新型戦車のコンセプトをデザインした（実車の製造はされていない）。
- - ラリー大尉のコンバーチブル戦車。その上部構造はT5中戦車の基となった。

砲郭（固定戦闘室）の周囲には機関銃のスポンソンが並び、車体上面中央には47 mm砲を搭載した旋回砲塔が配置されていた。操縦手は別の区画に入れられた。
一方、T4中戦車とM2A1軽戦車の比較試験が行われ、クリスティー式サスペンションとコンバーチブルドライブ方式よりも、ハリー・ノックスが設計したM2A1軽戦車の垂直渦巻スプリングサスペンションと純装軌式の方が、優れていると判断された。
しかし、ラリー大尉のデザインが全部無駄にされることはなかった。
兵器委員会が新型中戦車の開発に着手した時、その作業は実験局が大部分を支配しており、基としてM2軽戦車（特に足回りを含む駆動系）の設計が採用されたが、操縦室と戦闘室と砲塔はラリー大尉のデザインから取り入れられることになった。
新型中戦車の奇妙なデザインは、あらゆる要素の妥協と融和の産物であった。
1936年、ロック・アイランド造兵廠はM2軽戦車の設計を基にした中戦車の開発に着手した。これは1937年末から1938年前半までT5中戦車として試験を受けた。
1939年6月、R-975星形空冷エンジン（350馬力）を搭載し履帯の幅を増したT5中戦車フェーズIIIが、M2中戦車として制式化された。ロック・アイランド造兵廠で18輌が製造されて軍の評価を受けた後に、大型化された砲塔とより強力なエンジンを搭載した改良型M2A1の仕様が承認された。

## 設計
M2中戦車は、1935年に採用されたM2軽戦車と多くの部品を共通化してコストを削減している。M2軽戦車は2個の車輪を備えたボギーを垂直に配置されたコイルスプリングで支えるVVSS方式 (en) を採用しており、M2中戦車でも使用された。サイドガイド式でダブルピンの履帯とともに、これらの機構はのちに開発されるアメリカの軽戦車、中戦車で踏襲された。
当初のM2はライトR-975星形空冷エンジン（350 horsepowers (260 kW)）を搭載しており、1940年に制式化された改良型のM2A1では過給機により50 horsepowers (37 kW)増したライトR-975C1星形空冷エンジン（400 horsepowers (300 kW)）を搭載した。
傾斜を取り入れた車体前面（避弾径始）装甲は1939年の設計としては非常に進歩したものであり、その後のアメリカ戦車設計の特徴となった。装甲はM2で25. 4 mm、M2A1は幾分か強化され31.7 mm になった。M2A1では大型化されたM3軽戦車の砲塔が流用され砲防盾の厚さは51 mm（2インチ）となっている。
車体両側のスポンソン（張り出し部）前後に合計4丁の機関銃を備え付けていた。これに加えて更に2丁の機関銃が車体前面の傾斜装甲板に取り付けられ、これらは操縦手が射撃することになっていた。小型の砲塔にはM3 37mm砲と同軸機銃が備え付けられている。37 mm 砲は457メートル（500ヤード）で傾斜30度の表面硬化された46 mm の装甲板を貫通することができ、914メートル（1,000ヤード）では40 mm を貫通する。
更に対空射撃用として30口径機関銃2丁が砲塔両側に装着可能であり、機銃の合計は9丁となった。これは部隊配備された戦車としては最多である。乗員は車長1名、操縦手1名、砲手・機銃手4名である。弾薬は37 mm 砲弾200発、.30-06スプリングフィールド弾 (en) を最大12,250発積載できる。
また、跳弾板が車体後部フェンダーに取り付けられていた。これは戦車が塹壕を乗り越えた際に、後方スポンソンに装備された機関銃がこの跳弾板を撃って弾を逸らし、弾丸を塹壕内や戦車の後方下部へばらまくことを狙ったものであった。スポンソンに装備された機関銃とともに、この跳弾板は近代戦では無用な装備であることが明らかになった。

## 生産
クライスラー社は1940年8月15日にアメリカ政府とM2A1中戦車を1,000輌を生産する旨の契約を交わし、新たな工場であるデトロイト戦車工廠 (en) を開設した。しかしヨーロッパでの戦訓から、M2の主砲火力の不足が明らかになり、中戦車には75 mm 砲の装備が必要であると判断されると、政府はM2の製造が始まる前の1940年8月28日に契約の修正を行い、工場は75 mm 砲装備のM3中戦車1,000輌を製造することとなった。M2の製造担当はロック・アイランド造兵廠へ戻され、最終的に94輌のM2A1が生産された。

## 運用

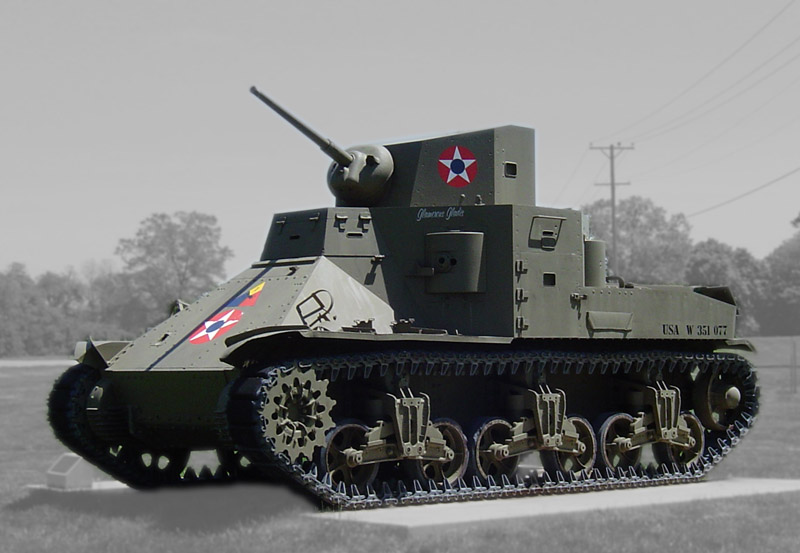
アバディーン性能試験場で展示されているM2A1中戦車

M2は部隊配備された時点で既に旧式化していた。M2はフランスのソミュア S35、ドイツのIII号戦車そしてソ連のBT-7といったヨーロッパの最新戦車と比較して貧弱であり、これらの戦車は37 mm 砲弾の直撃に容易に耐えた。M2の37 mm 砲はIII号戦車と同等であったが、BT-7やソミュア S35はより強力な45 mm 砲や47 mm 砲を装備していた。1941年までにドイツ軍はIII号戦車の主砲を50 mm  砲に更新した。ソ連は76 mm 砲を装備し、前面装甲厚52 mm、なおかつ傾斜装甲を採用した非常に強力なT-34を配備していた。これによりM2は、より有力な戦車であるM3中戦車やM4中戦車が1942年から1943年に配備されるまでの当座しのぎとされた。1942年に兵器局はM2とM2A1を訓練にのみ用いるよう勧告し、この戦車が海外での戦闘に使用されることはなかった。
多数の機関銃を装備したM2は、塹壕突破型の古い設計思想の戦車であり、砲の威力も不足しており、第二次世界大戦の戦場には適合しなかった。
だが、この戦車は後のM3そしてM4中戦車にとって重要な教訓ともなった。次代の戦車は75 mm 砲の装備を要求されたが、アメリカには適当な砲塔の設計がなかった。M2の試作型のひとつであるT5E2が右舷スポンソンに75 mm 軽榴弾砲を装備して試験をしており、M3中戦車はこのT5E2をベースに設計された。

## バリエーション
T5中戦車フェーズI
1937年に試作された最初の試作車。車体装甲板が垂直で、全体的に洗練されていない。コンチネンタル 星形空冷7気筒ガソリンエンジン260 hpを搭載。乗員5名。なお、T5中戦車フェーズIIという車両は実在しない。
- - T5中戦車フェーズI

T5中戦車ステージI
1938年2月に試作された、T5中戦車フェーズIの再設計車両。車体に傾斜装甲を採用。
- - T5中戦車ステージI 前方から。

- - T5中戦車ステージI 正面から。

T5中戦車ステージI 最終形態 または T5E1中戦車
T5中戦車ステージIの車体に、M2A1 37mm戦車砲を並列に2門装備した連装砲塔を搭載した実験車両。
- - T5中戦車ステージI 最終形態 後方から。

T5中戦車フェーズIII
1938年11月に試作された2番目の試作車。操縦席を車体前部左側に移設。
- - T5中戦車フェーズIII 前方から。

- - T5中戦車フェーズIII 後方から。

- - T5中戦車フェーズIII 正面から。

T5E2中戦車
75 mm榴弾砲 M1A1を、T5中戦車フェーズIIIの車体前部右側に搭載。試験期間は1939年4月20日～1940年2月8日。
- - T5E2中戦車 前方から。

- - T5E2中戦車 正面から。

M2中戦車
T5中戦車フェーズIIIを1939年6月に制式化したもの。R-975 星形空冷エンジンを装備。1939年8月より18輌を製造。
M2中戦車 E-2火焔放射器搭載車
M2中戦車の主砲部をE-2火焔放射器に変更した試作車。1942年夏。
- - M2中戦車 E-2火焔放射器搭載車

M2A1中戦車
M2の改良型。過給器を装備したR-975C1 星形空冷エンジンに変更。砲塔はM3軽戦車のものが流用され、装甲も厚くなった。94輌を製造。

## 登場作品
『World of Tanks』
アメリカ中戦車M2 Medium Tankとして開発可能。